# 上條政繁
上條政繁（?—?），日本戰國時代武將。上條上杉家當主。上杉氏家臣。上條城城主。初名景義。通稱彌五郎、山城守、播磨守、織部。父親是上杉定實。一説指是上條上杉家的一族兼越後國守護上杉定實的舍弟。正室是長尾政景的女兒。

## 生平
上條上杉家在與長尾為景敵對後沒落，不過在元龜2年（1571年），為景的兒子上杉謙信一代，被廢絕的上條上杉家（上條賴房或上條定憲）的家督由政繁繼承。天正初年期間，出家並稱宜順。
仕於謙信，在上野國和越中國轉戰。根據天正3年（1575年）的『天正三年上杉家軍役帳』記錄，負責96人的軍役，在上杉家一門中，被列為第4位。天正5年（1577年），在進攻能登國守護畠山氏的七尾城時，受謙信之命，迎畠山氏（一說是畠山義續）的遺子（後來的義春）為養嗣子。
在謙信死後，於御館之亂中投向上杉景勝，在戰後亦繼續跟隨景勝，被視為重臣。天正9年（1581年），因為越中國松倉城的河田長親死去，以後繼人身份入城。天正12年（1584年），因為上杉家要向羽柴秀吉送出人質，而景勝在當時沒有兒子，於是以孫兒（義春的兒子）義真（或景廣）為景勝的養子，並將其送出為人質，此後被免除軍役。同年，信濃國海津城的山浦景國失勢，於是以其後任的身份，進入海津城，不過在翌年（1585年），被須田滿親代替，因此與景勝對立。天正14年（1586年），從上杉家中出奔並投靠秀吉，被賜予河內國高安郡津田、保谷5百石（根據『寬政重修諸家譜』中記載，是因為直江兼續的讒言），不久後逝世。
關於出奔的理由，有與景勝在信濃統治等問題上對立、因為景勝側近的直江兼續進讒、與在當時背叛上杉氏的新發田重家親近等，諸多説法。

## 異說
不過亦有另一説法。在文祿慶長之役中，於肥前國名護屋城參陣。慶長5年（1600年），在關原之戰中投向東軍（另一說指在這段期間，成為德川家康的食客）。慶長19年（1614年），在大坂冬之陣中，跟隨被懷疑與德川軍內通的片桐且元一同離開大坂城。翌年（1615年），在大坂夏之陣中屬於德川軍。在戰後仕於江戶幕府。在寬永20年（1643年）死去。後來與上杉家和解，義春的次男長員以旗本身份成為高家，比同是旗本的宅間上杉家、深谷上杉家擁有更高奉祿。
此外，根據『寬政重修諸家譜』等史料中記載，養子義春其實是政繁改名後的名字，不過根據『上杉家御書集成』、『上杉家御家年譜』記載，以及在同時代已自號宜順等，二人並非同一人物的説法比較有力。

## 外部連結
- 武家家伝＿上条氏 （页面存档备份，存于）